# Кесеров Поток
Кесеров Поток је насељено мјесто у општини Крњак, на Кордуну, Карловачка жупанија, Република Хрватска.

## Историја
Кесеров Поток се од распада Југославије до августа 1995. године налазио у Републици Српској Крајини. До територијалне реорганизације насеље се налазило у саставу бивше велике општине Карловац.

## Становништво
Кесеров Поток је према попису из 2011. године имао 8 становника.
| Националност       | 1991. | 1981. | 1971. | 1961. |
| Срби               | 16    | 21    | 25    | 40    |
| остали и непознато |       |       |       |       |
| Укупно             | 16    | 21    | 25    | 40    |

| Демографија | Демографија | Демографија |
| Година      | Становника  | Становника  |
| ----------- | ----------- | ----------- |
| 1961.       | 40          |             |
| 1971.       | 25          |             |
| 1981.       | 21          |             |
| 1991.       | 16          |             |
| 2001.       | 12          |             |
| 2011.       |             | 8           |